# 主濱了
主濱 了（しゅはま りょう、1950年（昭和25年）4月2日 - ）は、日本の政治家。新字体で主浜 了と表記されることもある。参議院議員（2期）、参議院農林水産委員長、総務大臣政務官、国民の生活が第一代表（第2代）、同参議院国会対策委員長、生活の党と山本太郎となかまたち副代表兼両院議員会長兼参議院会長、岩手県宮古市助役、岩手県庁農林水産部次長、岩手県滝沢市長（1期）などを歴任した。

## 政策

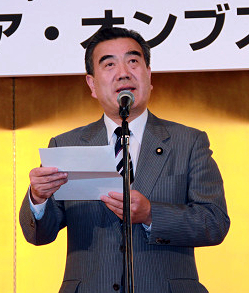
2011年12月5日、アジア・オンブズマン協会会議にて挨拶

- 政策として以下を挙げている。
  - 元気な農林水産業の再生
  - 地域主権の確立
  - 安心・安全な社会保障の確立
- 選択的夫婦別姓制度の導入に賛成[3]。

## 発言
- 2009年12月15日、中国国家副主席の習近平が、鳩山由紀夫内閣の強い要請により、特例の短い手続きで日本の天皇との面会を許可されたこと（天皇特例会見）について、「日中両国の戦略的互恵関係をさらに深め、また、そのための取り組みの具体的な方向性も示してほしい」と期待を示した[4]。

## 経歴

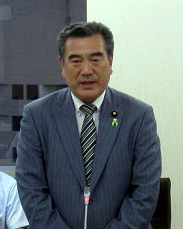
2011年9月22日、内閣府統計委員会の会合にて挨拶

- 1963年 - 岩手県滝沢村立篠木小学校卒業。
- 1966年 - 岩手県滝沢村立滝沢南中学校卒業。
- 1969年 - 岩手県立盛岡第一高等学校卒業。
- 1973年 - 北海道大学法学部卒業。
- 1973年 - 岩手県庁入庁。
- 1995年 - 総務部人事課長補佐。
- 1997年 - 千厩地方振興局総務部長。
- 1999年 - 岩手県企画振興部広聴広報課長。
- 2000年 - 宮古市助役。
- 2002年 - 岩手県生活環境部次長。
- 2003年 - 岩手県農林水産部次長にて退職。
- 2004年 - 第20回参議院議員通常選挙に民主党から出馬。岩手県副知事で無所属の高橋洋介を破り初当選。
- 2010年 - 第22回参議院議員通常選挙において再選。
- 2010年 - 参議院農林水産委員長に就任。
- 2011年 - 総務大臣政務官に就任。
- 2012年 - 野田内閣による消費増税法案の閣議決定に抗議して3月30日に総務大臣政務官の辞表を提出し[5][6]、4月4日の持ち回り閣議で了承された[7][8]。7月2日に民主党に離党届を提出し[9][10][11]、7月3日に受理された[12][13]。7月12日の国民の生活が第一の結党に参加した。党参議院国会対策委員長に就任。11月28日、滋賀県知事の嘉田由紀子が代表を務める「日本未来の党」（前日27日に結成）に参加[14]。12月10日には形式的に国民の生活が第一の代表に就任。
- 2013年 - 1月25日に生活の党（前年12月28日に日本未来の党から改組）の初代参議院国対委員長に就任した。
- 2016年 - 第24回参議院議員通常選挙に出馬するものと目されていたが、4月27日に「重篤な症状を持つ家族の介護に専念する」ことを理由に選挙に出馬せず、今期を以て政界を引退することを表明した[15]。
- 2018年 - 4月に任期満了に伴う滝沢市長選に立候補することを表明[16]。7月4日に自由党岩手県連代表代行を退任した[17]。11月4日告示の市長選で、無投票により初当選[18]。11月20日、市長就任[19]。
- 2022年 - 11月13日の滝沢市長選に再選を目指し立候補したが、自由民主党・公明党が支援した無所属で元県議の武田哲に敗れ落選[20]。
- 2023年 - 旭日中綬章受章[21]。

## 歴任

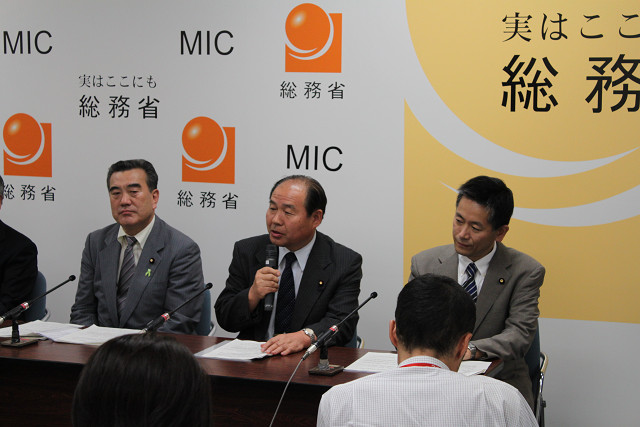
2011年9月、福田昭夫（中央）、森田高（右）と総務大臣政務官就任の記者会見

### 常任委員会
- 行政監視委員会理事
- 予算委員会委員
- 農林水産委員会委員

### 特別委員会
- 国際・地球温暖化に関する調査会理事
- イラク人道復興支援特別委員会委員
- 政治倫理の確立及び選挙制度に関する特別委員会委員

### 党務
- 民主党会計監査
- 地方自治体局次長
- 農林水産団体局次長
- 岩手県総支部連合会副代表

### 所属団体
- 政治分野における女性の参画と活躍を推進する議員連盟（幹事）[22]

## 人物
- 趣味はサイクリング。